# جون هندرسون (لاعب دارت)
جون هندرسون (بالإنجليزية: John Henderson)‏ هو لاعب دارت بريطاني، ولد في 4 مايو 1973 في Huntly ‏ في المملكة المتحدة.

## وصلات خارجية
- الموقع الرسمي
- جون هندرسون على موقع DartsDatabase.co.uk (الإنجليزية)